# Marzio
Marzio é uma comuna italiana da região da Lombardia, província de Varese, com cerca de 287 habitantes. Estende-se por uma área de 1 km², tendo uma densidade populacional de 287 hab/km². Faz fronteira com Brusimpiano, Cadegliano-Viconago, Cuasso al Monte, Lavena Ponte Tresa, Marchirolo.

## Demografia
| Variação demográfica do município entre 1861 e 2011                               |
|                                                                                   |
| Fonte: Istituto Nazionale di Statistica (ISTAT) - Elaboração gráfica da Wikipedia |